# Scutariellinae
Sous-famille
Les Scutariellinae  sont une sous-famille de vers plats d'eau douce de la famille des Temnocephalidae.

## Systématique
Le nom valide complet (avec auteur) de ce taxon est Scutariellinae Annandale, 1912.

### Synonymes de Scutariellinae
La sous-famille des Scutariellinae a pour synonymes :
- Scutariellinae Baer, 1953 ;
- Scutariellidae Annandale, 1912.

Le taxon appelé aujourd'hui Scutariellinae était autrefois classé au rang de famille sous le nom de famille des Scutariellidae. Les deux sous-familles qui composaient cette famille, Paracaridinicolinae (avec l'unique genre Paracaridinicola) et Scutariellinae, ont été unifiés dans la sous-famille des Scutariellinae.
La famille des Scutariellidae était l'unique représentante de la super-famille des Scutarielloidea.

### Liste des genres
Selon la base de données World Register of Marine Species (4 janvier 2024), la sous-famille des Scutariellinae regroupe les genres suivants :
- Bubalocerus Matjašič, 1957
- Caridinicola Annandale, 1912
- Monodiscus Plate, 1914
- Paracaridinicola Baer, 1953
- Scutariella Mrazek, 1907
- Stygodyticola Matjašič, 1957
- Subtelsonia Matjašič, 1957
- Troglocaridicola Matjašič, 1957